# M224 (міномет)
M224 — американський легкий 60-мм міномет, що перебуває на озброєнні армії та Корпусу морської піхоти США. Дульнозарядний, гладкоствольний ротний міномет призначений для вогневої підтримки піхотних підрозділів, стрільби навісною траєкторією на короткі відстані в безпосередній близькості від своїх військ, де стрілецька зброя та артилерія не ефективна.
Міномет довів свою високу надійність та ефективність; широко застосовується підрозділами сил спеціальних операцій, повітряно-десантних військ та іншими формуваннями армії й морської піхоти. З 2012 року війська почали отримувати нові 60-мм міномети M224A1, що становлять оновлену версію моделі міномета M224. Стрільба з даного міномета може вестися без двуноги, детонатор у мінах може встановлюватися на спрацьовування на різній висоті або при ударі.

## Історія
Міномет M225 LWCMS (англ. Lightweight Company Mortar System) надійшов наприкінці 1970-х років на озброєння армійських підрозділів США на заміну застарілих, ще часів Другої світової війни мінометів M2 та M19. Ці засоби вогневої підтримки піхоти мали ефективну дальність ураження тільки 2 000 метрів, у той час, як новітній M224, що стріляв боєприпасами старого зразка, мав у боєкомплекті нову підвищеної потужності мінометну міну, що стріляла на 3 489 м.
2011 у війська надійшла нова модифікована версія міномета M224A1, яка складалась з удосконаленого ствола міномета M225A1, двуноги M170A1, опорної плити M7A1, додаткової підтримувальної плити M8 та прицілу M64A1. В цілому мінометний комплекс важив на 20 % менше попередньої версії за рахунок використання легких сплавів, як то алюмінію, кевлара та інших композитних матеріалів.

## Оператори

### Україна
Певну кількість мінометів та мін до них Україна отримала для відбиття російської агресії в 2022 році. Зокрема, ці міномети перебували на озброєнні 36 ОБрМП.

## Відео
- U.S. Marines M224 60mm Lightweight Mortar Live Fire Exercise [Архівовано 19 квітня 2018 у Wayback Machine.]
- M224 60mm Lightweight Mortar [Архівовано 8 липня 2020 у Wayback Machine.]